# Kadija
Kadija (tur. kadı: sudac, prema arap. qada: suditi), u Turskom Carstvu, sudski dužnosnik.
Kadija je stajao na čelu kadiluka u sudskom pogledu, dok su u upravnom stajali kajmekam i u izvršnom muselim. Kadiji je u jednom gradu služba trajala dvije godine. Muslimanima je uredovao u šerijatsko-pravnim poslovima. U manjim mjestima izvan grada kadiju su zastupali službenici naibi koji su djelovali u ispostavama nijabetima.
Djelovao je kao sudac i notar. Vladaru prosljeđivao pritužbe. Nadležan i za trgovinu te nadzirao poslovanje zaklada i bio tržni nadzornik. Djelokrug imao i u upravi, pa je predlagao za imenovanje službenika. Središnju vlast je izvješćivao o bitnim događajima. Carske je zapovijedi protokolirao i pratio njihovu provedbu.
Kadijin zamjenik i pomoćnik zvao se naib.